# Dothistroma
Dothistroma Hulbary – rodzaj grzybów z rodziny Mycosphaerellaceae.

## Systematyka i nazewnictwo
Pozycja w klasyfikacji według Index Fungorum: Mycosphaerellaceae, Mycosphaerellales, Dothideomycetidae, Dothideomycetes, Pezizomycotina, Ascomycota, Fungi.
Takson ten utworzył Robert Louis Hulbary w 1941 r. Synonim: Hypostomum Vuill., 1897.
Gatunki
- Dothistroma flichianum (Vuill.) M. Morelet 1980
- Dothistroma pini Hulbary 1941
- Dothistroma septosporum (Dorogin) M. Morelet 1968

## Charakterystyka
Grzyby mikroskopijne, endobionty, pasożyty i saprotrofy roślin atakujące głównie drzewa iglaste i wywołujące u nich grzybowe choroby roślin. Dothistroma pini i Dothistroma septosporum powodują czerwoną plamistość igieł. W Polsce występuje D. septosporum, istnieje ryzyko zawleczenia D. pini.